# آنجلا هال
آنجلا هال (انگلیسی: Angela Hall؛ زادهٔ ۸ اکتبر ۱۹۵۸) بازیکن فوتبال اهل نیوزیلند است.
از باشگاه‌هایی که در آن بازی کرده‌است می‌توان به اشاره کرد.
وی همچنین در تیم ملی فوتبال زنان نیوزیلند بازی کرده‌است.